# Xamerpillus gahani
Xamerpillus gahani is een keversoort uit de familie lieveheersbeestjes (Coccinellidae). De wetenschappelijke naam van de soort is voor het eerst geldig gepubliceerd in 1912 door Sicard.